# Schanat Schaqijanow
Schanat Jeskendiruly Schaqijanow (kasachisch Жанат Ескендірұлы Жақиянов, russisch Жанат Ескендирович/Ескендирулы Жакиянов Schanat Jeskendirowitsch/Jeskendiruly Schakijanow, englisch Zhanat Zhakiyanov; * 4. November 1983 in Petropawl, Kasachstan) ist ein kasachischer Boxer im Bantamgewicht, der in der Normalauslage kämpft. Er wird von Ricky Hatton trainiert.
Am 10. Februar des Jahres 2017 trat Schaqijanow gegen den US-Amerikaner Rau’Shee Warren im Huntington Center in Toledo, Ohio, USA, um den Weltmeistertitel des Verbandes WBA an und gewann nach Punkten.